# کلود فرانسیس لیاردت
کلود فرانسیس لیاردت (انگلیسی: Claude Liardet; ۲۶ سپتامبر ۱۸۸۱ – ۵ مارس ۱۹۶۶) فرمانده نظامی اهل بریتانیا بود. وی برندهٔ جوایزی همچون نشان امپراتوری بریتانیا و نشان حمام شده‌است.